# Pygora descarpentriesi
Pygora descarpentriesi är en skalbaggsart som beskrevs av Ruter 1973. Pygora descarpentriesi ingår i släktet Pygora och familjen Cetoniidae. Inga underarter finns listade i Catalogue of Life.